# Sebelio Peralta Álvarez
Sebelio Peralta Álvarez, né le 19 septembre 1939 à Borja et mort le 19 novembre 2014 à Asuncion, est un prélat catholique paraguayen.

## Biographie
Après avoir fréquenté le petit séminaire de Villarrica, il étudie la philosophie et la théologie au grand séminaire d'Asuncion.
Il est ordonné prêtre le 19 décembre 1964, travaille en pastorale dans les paroisses de Carapeguá, Ybycuí, Caazapá et Maciel, puis étudie à la Faculté de théologie de Buenos Aires et enseigne au séminaire du Paraguay.
Le 5 mars 1979, le pape Jean-Paul II le nomme évêque auxiliaire de Villarrica et évêque titulaire d'Inuca-en-Maurétanie (de). Évêque du diocèse de Villarrica le 19 avril 1990, il est nommé au diocèse de San Lorenzo le 27 décembre 2008.